# The Blue Hour (album)
The Blue Hour è l'ottavo album in studio del gruppo musicale britannico Suede, pubblicato nel 2018.

## Tracce
1. As One – 4:10
2. Wastelands – 5:31
3. Mistress – 3:23
4. Beyond the Outskirts – 4:06
5. Chalk Circles – 2:04
6. Cold Hands – 3:16
7. Life Is Golden – 3:57
8. Roadkill – 2:06
9. Tides – 4:08
10. Don't Be Afraid If Nobody Loves You – 4:24
11. Dead Bird – 0:26
12. All the Wild Places – 3:15
13. The Invisibles – 4:09
14. Flytipping – 6:41

## Formazione
- Brett Anderson – voce
- Richard Oakes – chitarra
- Simon Gilbert – batteria
- Mat Osman – basso
- Neil Codling – sintetizzatore, piano